# Vrij (radioprogramma)
Vrij was een radioprogramma van de Nederlandse omroep BNNVARA op de popzender NPO 3FM. Het werd in 2014 en 2015 uitgezonden als opvolger van Ekstra Weekend op de vrijdagavond. Vanaf het begin was Timur Perlin de presentator. Vanaf januari 2015 presenteerde Timur de uitzending afwisselend en een enkele keer samen met Frank van der Lende. Vanaf 6 februari 2015 wordt het programma opgevolgd door het programma Live vanuit Klazienaveen van dezelfde dj's. 
In 2021 keerde de programmatitel bij dezelfde omroep, op dezelfde zender terug. De uitzending was dit maal van maandag tot en met donderdag van 19.00 tot 21.00 uur. De presentatoren waren Mark van der Molen en Rámon Verkoeijen.
21 Jaar TROS Pop · 3FM BPM: MinistryOfBeats · 3FM Weekend Request · 3voor12Radio · AdreneLine · Altijd de eerste · ...And all that jazz · Andres · Angelique · Angeliques Afternoon · Annemieke Hier · Annemieke Plays · Anoûl · Arbeidsvitaminen · De Avondspits · De avonturen van Mark · Barend · Barend & Benner · Barend en Wijnand · De Bende van Van der Lende · De Boem Boem Disco Show · The Breakfast Club · Claudia d'r op · Club Carter · Curry en Van Inkel · De Dansbar · Dansen met Delsing · Dit is Domien · Domien, Jouw Ochtendshow · ... & dit is Claudia · Ekstra Weekend · Eva · Eva en Giel · Evers staat op · Frank & Eva: Welkom bij de club! · Franks feestje · GIEL · Harm dB · Hein · Herman · Het Betere Werk · Hier! · Jamie · Jan-Paul · Jasper · Joost · Jorien · Kaat tot Laat · Kevin · Lang leve het weekend! · LEX · Lieke · Markplaats · Mark + Rámon · Mega Top 30 · Michiel · Obi · De ochtenddienst · Olivier · De Orde van de Nacht · Parels van de nacht · Partij voor de Vrijdag · (P)laatwerk · RabRadio · Radio op 'n broodje · Rob · Rob & Wijnand en de Ochtendshow · Sanderdome · Sanders Vriendenteam · Saskia en Olivier · Slapen is voor Losers! · Slapen kan altijd nog · De Steen en Been Show · Studio Saskia · Superrradio · Tannaz · Thijs · Timur op 3FM · Vera on Track · Vier Sas! · Vrij · Weekend Wijnand · Wijnand · @Work · Xnoizz